# Scherzo no 1 de Chopin

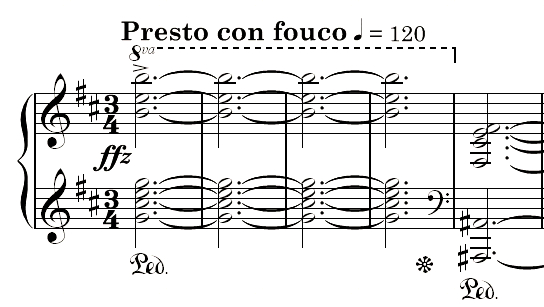
Incipit du scherzo.

Le Scherzo no 1 de Chopin en si mineur op. 20 est un scherzo pour piano seul composé par Frédéric Chopin vraisemblablement entre 1830 et 1831.

## Histoire
Un manuscrit autographe daté n'a pas survécu jusqu'à nos jours, et il n'est pas possible de déduire la date certaine de la composition à partir de références dans la correspondance de Chopin, cependant, d'une lettre à son ami Matuszyński, des indications de l'idée originale du scherzo émergent. La seule information certaine dont nous disposons est qu'en 1833, la pièce, déjà dans sa version définitive, avait été peaufinée par le compositeur et que sa première publication a eu lieu en février 1835 chez l'éditeur parisien Maurice Schlesinger. Quelques mois plus tard, la première édition allemande était publiée par Breitkopf & Härtel et l'édition anglaise par Wessel, qui a publié la pièce sous le titre « Le banquet infernal », qui est encore parfois utilisé aujourd'hui.
L'hypothèse la plus accréditée est que la pièce a été composée entre décembre 1830 à Vienne et 1831 à Paris. La composition porte la dédicace de Chopin à un ami proche, Thomas Albrecht, dont la fille avait été baptisée par le compositeur. À cette époque de sa vie, au début de la vingtaine, Chopin s'installait à Paris (également avec l'aide d'Albrecht) après un bref séjour à Vienne. Il semble donc légitime de penser que la citation d'une mélodie de Noël polonaise dans la pièce est une réaction spontanée à la mélancolie du premier Noël passé loin de sa Pologne ressentie au moment même où le Scherzo a été conçu, la veille de Noël 1830. 
Entre 1830 et 1831, l'insurrection de novembre contre l'Empire russe avait également éclaté à Varsovie : certaines pièces dont nous sommes certains qu'elles peuvent être rattachées à ces événements (comme certaines des Etudes op. 10) présentent certaines caractéristiques d'écriture similaires à celles du premier Scherzo, ce qui nous permet de supposer que la composition de ces pièces a eu lieu à des moments pas trop éloignés les uns des autres.

## Structure
Le Scherzo op. 20 présente la forme ABA-Coda, que l'on retrouve fréquemment dans le genre du scherzo, et est introduit par deux accords fortissimo violents et harmoniquement instables qui ressemblent à « un cri jaillissant d'un profond désespoir », suivis d'une mélodie soudaine qui semble vouloir s'élever vers le ciel.
Le tempo de la section A (en si mineur) est Presto con fuoco. Le caractère est sombre, impétueux et dramatique : il y a aussi la présence d'un certain degré de complexité technique. Le commentaire de Robert Schumann dans sa critique enthousiaste de l'œuvre est célèbre : « Si le 'Scherzo' porte déjà ces vêtements sombres, quels vêtements l'austérité devrait-elle porter ?».

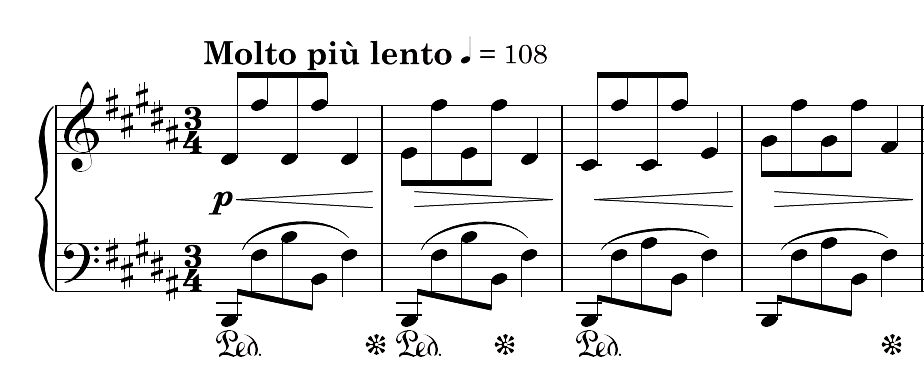
Le thème central "Lulajże Jezuniu" en Si majeur

La section médiane B (Molto Più Lento, en si majeur), introduite par un pont modulant qui éclaire progressivement le déroulement de l'action musicale, révèle une atmosphère diamétralement transfigurée : on y retrouve le thème de la placide berceuse de Noël polonaise Lulajże, Jezuniu, immédiatement suivi d'un thème original au caractère légèrement plus lyrique, animé et mélancolique. Quatre mesures de transition, dans lesquelles les deux accords introductifs réapparaissent superposés aux harmonies de la section médiane, ramènent rapidement à la reprise (più breve) de la section A. 
La Coda (Risoluto e sempre più animato), extrêmement virtuose, est atteinte par une section de suture semblable à celle qui avait introduit la section B, mais avec des intentions opposées : intensifier encore plus le caractère dramatique et tumultueux afin d'atteindre le point culminant de la tension maximale de la pièce (comme dans le Scherzo n° 2 et le Scherzo n° 3 de Chopin). Une montée chromatique extrêmement rapide de quatre octaves dans les deux mains conduit finalement à la cadence finale.

## Exécutions
Dans le passé, certains pianistes, afin de souligner davantage l'élément virtuose déjà prononcé de la pièce, avaient l'habitude de réaliser la gamme chromatique finale en ajoutant des doublures d'octave imbriquées : parmi eux, Vladimir Horowitz.